# Benoît Genecand
Benoît Genecand, né le 28 janvier 1964 à Genève (originaire de Plan-les-Ouates, binational franco-suisse) et mort le 11 août 2021 dans la même ville, est une personnalité politique suisse, membre du Parti libéral-radical (PLR). Il est député du canton de Genève au Conseil national de novembre 2015 à décembre 2019.

## Biographie
Benoît Genecand naît le 28 janvier 1964 à Genève, dans une vieille famille genevoise d'agriculteurs. Il est originaire de Plan-les-Ouates et possède également la nationalité française. Il a une sœur, Marie-Pierre. Leur père, Jean-Claude Genecand, boulanger de profession, est député PDC au Grand Conseil du canton de Genève de 1985 à 1997,.
Titulaire d'une licence en sciences politiques de l'Université de Genève obtenue en 1988, il est engagé par UBS en tant que gestionnaire jusqu'à devenir directeur d'UBS Genève de 2002 à 2007. Il exerce ensuite la profession de consultant indépendant et d'administrateur.
En juin 2019, il révèle sur les réseaux sociaux souffrir d’un cancer à un stade avancé. Quelques jours plus tard, il annonce qu’il renonce à renouveler son mandat lors des élections au parlement en octobre de la même année,. Il décède de son cancer le 11 août 2021, à 57 ans,,.
Il habite à Genève, près de l'hôtel Tiffany, et est marié à Corinne Notz Genecand, masseuse,, et père de cinq enfants, une fille et quatre garçons, dont le député genevois PLR Adrien Genecand,, engagé en politique avant son père. Sa sœur, Marie-Pierre Genecand, est journaliste au quotidien Le Temps.

## Parcours politique
Il rejoint les rangs du PLR en 2011, considérant que le « C » du PDC « pose un problème politique insoluble » et que l'UDC est trop centralisée.
Il est membre de l'Assemblée constituante genevoise du 19 octobre 2008 au 31 mai 2012, élu sur la liste du patronat « GE avance », puis député PLR au Grand Conseil du canton de Genève du 7 novembre 2013 au 12 novembre 2015,,. Il démissionne de ce dernier mandat dans la foulée de son élection au Conseil national. Christophe Ameunier lui succède. Durant tout son mandat, il ne dépose aucune proposition.
Il est élu en 2015 au Conseil national. Il est également candidat pour l'élection au Conseil des États des 18 octobre et 8 novembre 2015, dans laquelle il arrive en troisième position. Il siège à la Commission de l'environnement, de l'aménagement du territoire et de l'énergie (CEATE).

### Positionnement politique
Inclassable et franc-tireur selon les uns, libre penseur selon le président cantonal de son parti Alexandre de Senarclens, il est l'un des rares membres du PLR à émettre, en mars 2017, des réserves sur les bénéfices à long terme de la libre circulation des personnes,. Ses positions soulèvent un tollé au sein de son parti et lui valent des critiques de la part de ses collègues.
Vrai libéral, il n'en dénonce pas moins les dérives du libéralisme. Il se déclare sur la ligne de son parti sur les questions financières et à l'opposé de l'UDC sur les questions de société.

### Autres mandats
Il a notamment été président du conseil de fondation du Stade de Genève et de la Chambre genevoise immobilière.